# Бекбосунов, Аргынбай
Аргынбай Бекбосын (17 июня 1937, село Карасу, Байзакский район, Жамбылская область, Казахская ССР — 1 мая 2017, Тараз, Казахстан) — советский и казахский писатель, журналист, общественный и государственный деятель. Заслуженный деятель культуры Казахской ССР (1990).

## Биография
Родился 17 июня 1937 года в селе Карасу Байзакского района Жамбылской области. 	
Происходит из рода Шымыр племени дулат.
Окончил факультет журналистики Казахского государственного университета им. С.М. Кирова.
Окончил Алма-Атинскую высшую партийную школу, Академию общественных наук при ЦК КПСС, Университет Колорадо США.

## Трудовая деятельность
Трудовую деятельность начал корреспондентом Жамбылского областного радио, собственным корреспондентом Казахского радио в Южно - Казахстанской и Кызылординской областях, заведующим отделом в Жамбылской областной газете «Еңбек туы», редактором Жамбылской районной газеты «Шугыла», инструктором по средствам массовой информации Жамбылского областного комитета партии.
С 1985 по 1994 годы — Редактор Жамбылской областной газеты «Ак жол», «Енбек туы».
С 1994 по 1995 годы — депутат Верховного Совета Казахстана XIII созыва от Жамбылского избирательного округа № 49 Жамбылской области.
С 1995 по 1999 годы — Депутат Мажилиса Парламента Республики Казахстан I созыва, Член комитета по международным делам, обороне и национальной безопасности. Член Высшего дисциплинарного совета при Президенте Республики Казахстан, член Государственной комиссии по борьбе с коррупцией и др.
С 1999 по 2003 годы — Заведующий отделом по связям со средствами массовой информации Сената Парламента Республики Казахстан.

## Творчество
Автор более 20 книг на казахском и русском языках. Перевёл на казахский язык произведения Омара Хайяма.

## Награды и звания
- 1986 — Премия Союза писателей Казахстана
- 1991 — почётное звание «Заслуженный деятель культуры Казахской ССР»
- 1998 — Орден Парасат за значительный вклад в социально-экономическое и культурное развитие страны.
- 1998 — Памятная медаль «Астана»
- 2016 — Орден «Барыс» 3 степени за выдающиеся заслуги в казахской культуре духовности и литературе.
- Награждён нагрудным знаком Президента Республики Казахстан «Алтын барыс» и личным благодарственным письмом.
- Лауреат премии конфедерации союзов журналистов стран СНГ
- Почётный гражданин Байзакского района
- Почётный гражданин города Тараз
- Почётный гражданин Жамбылской области
- Государственные юбилейные медали
- 2001 — Медаль «10 лет независимости Республики Казахстан»
- 2005 — Медаль «10 лет Конституции Республики Казахстан»
- 2008 — Медаль «10 лет Астане»
- 2011 — Медаль «20 лет независимости Республики Казахстан»
- 2015 — Медаль «20 лет Конституции Республики Казахстан»
- 2016 — Медаль «25 лет независимости Республики Казахстан»